# Noruega en los Juegos Olímpicos de Londres 2012
Noruega estuvo representada en los Juegos Olímpicos de Londres 2012 por un total de 64 deportistas que compitieron en  deportes. Responsable del equipo olímpico fue el Comité Olímpico Noruego, así como las federaciones deportivas nacionales de cada deporte con participación.
La portadora de la bandera en la ceremonia de apertura fue la palista Mira Verås Larsen.

## Medallistas
El equipo olímpico de Noruega obtuvo las siguientes medallas:
| Nombre             | Deporte          | Competición   |
| ------------------ | ---------------- | ------------- |
| Oro                |                  |               |
| Equipo             | Balonmano        | Torneo F      |
| Eirik Verås Larsen | Piragüismo       | K1 1000 m M   |
| Plata              |                  |               |
| Bartosz Piasecki   | Esgrima          | Espada ind. M |
| Bronce             |                  |               |
| Alexander Kristoff | Ciclismo en ruta | Ruta M        |